# Distretto di Heping (Shenyang)
Il distretto di Heping (和平区S, Hépíng QūP) è un distretto della Cina, situato nella provincia di Liaoning e amministrato dalla prefettura di Shenyang.